# Jaworowa Przełęcz
Jaworowa Przełęcz (słow. Javorové sedlo, niem. Hintere Rote Bank, węg. Vörös-pad, 2219 m n.p.m.) – głęboka i szeroka przełęcz w głównej grani Tatr, położona pomiędzy Jaworowym Szczytem (Javorový štít, 2418 m) a Ostrym Szczytem (Ostrý štít, 2365 m), dokładniej zaś Małym Ostrym Szczytem, zachodnim wierzchołkiem masywu. We wschodniej grani Jaworowego Szczytu opadającej na przełęcz położone są niewielkie Siwe Czuby (Sivé zuby). Na północ od przełęczy znajduje się Dolina Zadnia Jaworowa, a na południe – Siwa Kotlina (jedno z odgałęzień Doliny Staroleśnej).
Na przełęcz nie prowadzi żaden szlak turystyczny. Dla taterników stanowi natomiast dogodne połączenie dolin leżących po obu jej stronach; było ono już od dawna używane przez myśliwych z Jurgowa. Nazwa przełęczy pochodzi od leżącej poniżej Doliny Jaworowej. W literaturze najczęściej podawane są wysokości 2250 m lub 2210 m, będące wynikiem wcześniejszych, przybliżonych pomiarów przełęczy.
Pierwsze znane wejścia:
- latem – Viktor Lorenc, być może z towarzyszami, październik 1878 r.,
- zimą – Viktor Roland i Štefan Zamkovský, marzec 1928 r.

## Bibliografia

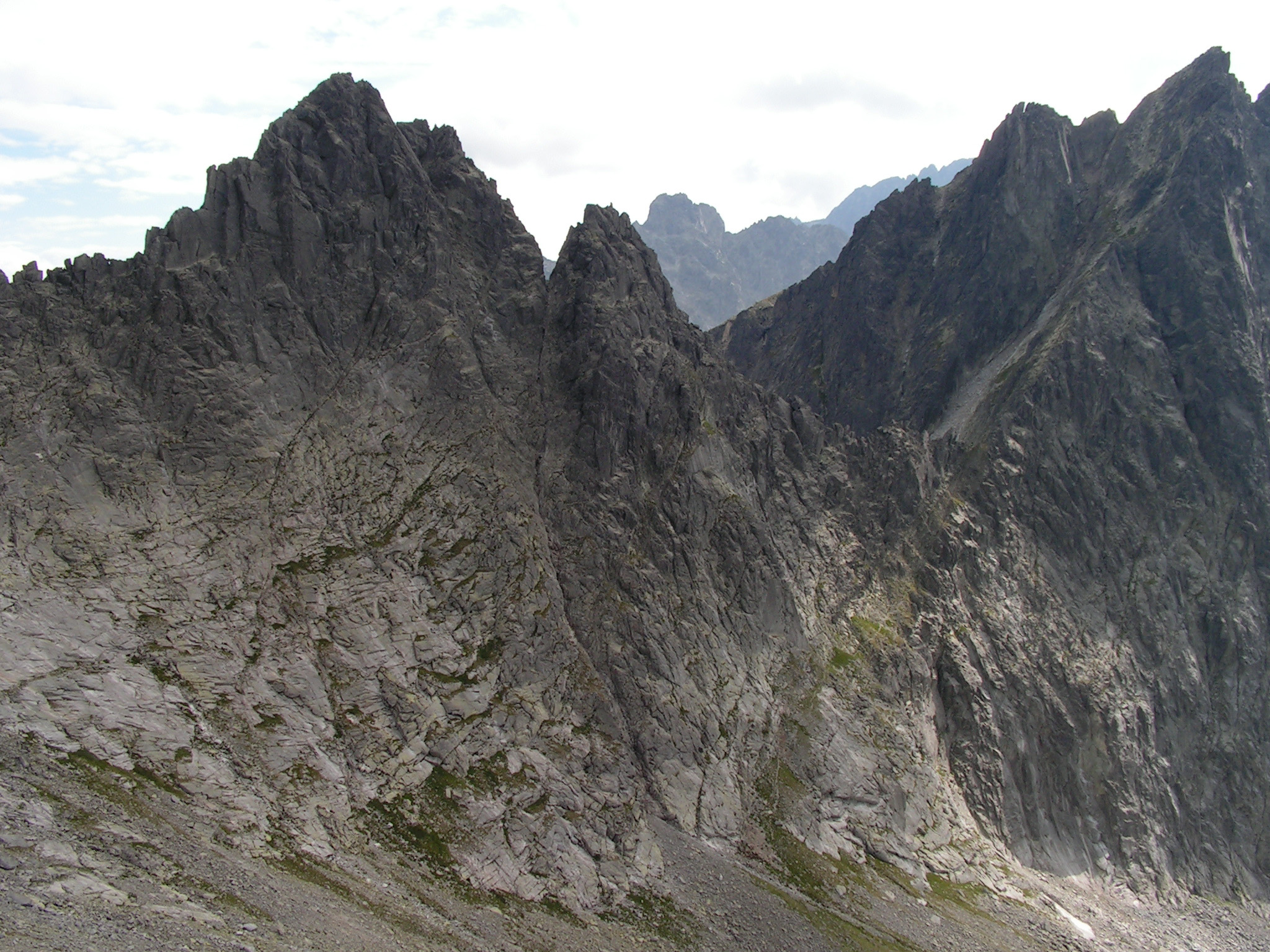
Jaworowa Przełęcz od strony Lodowej Przełęczy